# Atletiek op de Olympische Zomerspelen 2020 – 100 meter horden vrouwen
De 100 meter horden voor vrouwen  op de Olympische Zomerspelen 2020 vond plaats op zaterdag 31 juli, zondag 1 en maandag 2 augustus 2021 in het Olympisch Stadion van Tokio. 

## Records
Voorafgaand aan het toernooi waren dit het wereldrecord en het olympisch record.
| Wereldrecord     | Kendra Harrison | 12,20 | Londen | 22 juli 2016    |
| Olympisch record | Sally Pearson   | 12,35 | Londen | 7 augustus 2012 |

## Resultaten

### Series
De eerste vier van elke serie kwalificeerden zich direct voor de halve finales. Van de overgebleven atleten kwalificeerden de vier tijdsnelsten zich ook voor de halve finales.

#### Serie 1
| Rang | Baan | Naam             | Land | Tijd  | Bijz. |
| ---- | ---- | ---------------- | ---- | ----- | ----- |
| 1    | 6    | Andrea Vargas    | CRC  | 12,71 | Q, SB |
| 2    | 9    | Nadine Visser    | NED  | 12,72 | Q, SB |
| 3    | 8    | Gabbi Cunningham | USA  | 12,83 | Q     |
| 4    | 5    | Cindy Sember     | GBR  | 13,00 | Q     |
| 5    | 3    | Jiamin Chen      | CHN  | 13,09 |       |
| 6    | 4    | Reetta Hurske    | FIN  | 13,10 |       |
| 7    | 2    | Ayako Kimura     | JPN  | 13,25 |       |
| 8    | 7    | Ricarda Lobe     | GER  | 13,43 |       |

#### Serie 2
| Rang | Baan | Naam              | Land | Tijd  | Bijz. |
| ---- | ---- | ----------------- | ---- | ----- | ----- |
| 1    | 6    | Kendra Harrison   | USA  | 12,74 | Q     |
| 2    | 3    | Liz Clay          | AUS  | 12,87 | Q     |
| 3    | 2    | Luminosa Bogliolo | ITA  | 12,93 | Q     |
| 4    | 4    | Elvira Herman     | BLR  | 12,95 | Q     |
| 5    | 7    | Mulern Jean       | HAI  | 12,99 | q, SB |
| 6    | 9    | Ebony Morrison    | LBR  | 13,00 | q     |
| 7    | 8    | Sarah Lavin       | IRL  | 13,16 |       |
| 8    | 5    | Laura Valette     | FRA  | 14,52 |       |

#### Serie 3
| Rang | Baan | Naam               | Land | Tijd  | Bijz. |
| ---- | ---- | ------------------ | ---- | ----- | ----- |
| 1    | 4    | Tobi Amusan        | NGR  | 12,72 | Q     |
| 2    | 8    | Yanique Thompson   | JAM  | 12,74 | Q     |
| 3    | 6    | Pia Skrzyszowska   | POL  | 12,75 | Q, PB |
| 4    | 9    | Devynne Charlton   | BAH  | 12,84 | Q     |
| 5    | 7    | Annimari Korte     | FIN  | 13,06 |       |
| 6    | 3    | Marthe Koala       | BUR  | 13,11 |       |
| 7    | 2    | Masumi Aoki        | JPN  | 13,59 |       |
| —    | 5    | Elisavet Pesiridou | GRE  | —     | DNF   |

#### Serie 4
| Rang | Baan | Naam                   | Land | Tijd  | Bijz. |
| ---- | ---- | ---------------------- | ---- | ----- | ----- |
| 1    | 9    | Britany Anderson       | JAM  | 12,67 | Q     |
| 2    | 3    | Christina Clemons      | USA  | 12,91 | Q     |
| 3    | 4    | Luca Kozak             | HUN  | 12,97 | Q     |
| 4    | 7    | Pedrya Seymour         | BAH  | 13,04 | Q     |
| 5    | 5    | Elisa Maria di Lazzaro | ITA  | 13,08 |       |
| 6    | 2    | Teresa Errandonea      | ESP  | 13,15 |       |
| 7    | 8    | Ketiley Batista        | BRA  | 13,40 |       |
| —    | 6    | Cyrena Samba-Mayela    | FRA  | —     | DNS   |

#### Serie 5
| Rang | Baan | Naam                     | Land | Tijd  | Bijz. |
| ---- | ---- | ------------------------ | ---- | ----- | ----- |
| 1    | 2    | Jasmine Camacho-Quinn    | PUR  | 12,41 | Q     |
| 2    | 5    | Megan Tapper             | JAM  | 12,53 | Q, PB |
| 3    | 8    | Anne Zagre               | BEL  | 12,83 | Q, SB |
| 4    | 6    | Tiffany Porter           | GBR  | 12,85 | Q     |
| 5    | 4    | Asuka Terada             | JPN  | 12,95 | q     |
| 6    | 3    | Klaudia Siciarz          | POL  | 12,98 | q     |
| 7    | 9    | Zoe Sedney               | NED  | 13,03 |       |
| 8    | 7    | Ditaji Kambundji         | SUI  | 13,17 |       |
| 9    | 1    | Ana Camila Pirelli Cubas | PAR  | 13,98 | SB    |

### Halve finales
De eerste twee van elke halve finale kwalificeerden zich direct voor de finale. Van de overgebleven atleten kwalificeerden de twee tijdsnelsten zich ook voor de finale.

#### Halve finale 1
| Rang | Baan | Naam              | Land | Tijd  | Bijz. |
| ---- | ---- | ----------------- | ---- | ----- | ----- |
| 1    | 5    | Tobi Amusan       | NGR  | 12,62 | Q     |
| 2    | 8    | Devynne Charlton  | BAH  | 12,66 | Q     |
| 3    | 4    | Andrea Vargas     | CRC  | 12,69 | SB    |
| 4    | 7    | Christina Clemons | USA  | 12,76 |       |
| 5    | 2    | Klaudia Siciarz   | POL  | 12,84 | SB    |
| 6    | 3    | Asuka Terada      | JPN  | 13,06 |       |
|      | 9    | Luca Kozak        | HUN  |       | DNF   |
|      | 6    | Yanique Thompson  | JAM  |       | DNF   |

#### Halve finale 2
| Rang | Baan | Naam              | Land | Tijd  | Bijz.   |
| ---- | ---- | ----------------- | ---- | ----- | ------- |
| 1    | 4    | Britany Anderson  | JAM  | 12,40 | Q, PB   |
| 2    | 7    | Kendra Harrison   | USA  | 12,51 | Q       |
| 3    | 6    | Liz Clay          | AUS  | 12,71 | PB      |
| 4    | 8    | Luminosa Bogliolo | ITA  | 12,75 | NR      |
| 5    | 9    | Tiffany Porter    | GBR  | 12,86 |         |
| 6    | 5    | Pia Skrzyszowska  | POL  | 12,89 |         |
| 7    | 2    | Mulern Jean       | HAI  | 13,09 | (0,088) |
| 8    | 3    | Pedrya Seymour    | BAH  | 13,09 | (0,090) |

#### Halve finale 3
| Rang | Baan | Naam                  | Land | Tijd  | Bijz.     |
| ---- | ---- | --------------------- | ---- | ----- | --------- |
| 1    | 7    | Jasmine Camacho-Quinn | PUR  | 12,26 | Q, OR, NR |
| 2    | 4    | Megan Tapper          | JAM  | 12:62 | Q         |
| 3    | 6    | Nadine Visser         | NED  | 12,63 | q, SB     |
| 4    | 8    | Gabbi Cunningham      | USA  | 12,67 | q         |
| 5    | 9    | Elvira Herman         | BLR  | 12,71 |           |
| 6    | 2    | Ebony Morrison        | LBR  | 12,74 | NR        |
| 7    | 3    | Cindy Sember          | GBR  | 12,76 |           |
| 8    | 5    | Anne Zagre            | BEL  | 12,78 | SB        |

### Finale
| Rang   | Baan | Naam                  | Land | Reactie | Tijd  | Bijz. |
| ------ | ---- | --------------------- | ---- | ------- | ----- | ----- |
| Goud   | 5    | Jasmine Camacho-Quinn | PUR  | 0,149   | 12,37 |       |
| Zilver | 4    | Kendra Harrison       | USA  | 0,158   | 12,52 |       |
| Brons  | 9    | Megan Tapper          | JAM  | 0,166   | 12,55 |       |
| 4      | 6    | Tobi Amusan           | NGR  | 0,161   | 12,60 |       |
| 5      | 3    | Nadine Visser         | NED  | 0,152   | 12,73 |       |
| 6      | 8    | Devynne Charlton      | BAH  | 0,144   | 12,74 |       |
| 7      | 2    | Gabbi Cunningham      | USA  | 0,172   | 13,01 |       |
| 8      | 7    | Britany Anderson      | JAM  | 0,164   | 13,24 |       |

1972: Annelie Ehrhardt ·
1976: Johanna Schaller ·
1980: Vera Komisova ·
1984: Benita Fitzgerald-Brown ·
1988: Jordanka Donkova ·
1992: Voula Patoulidou ·
1996: Ludmila Engquist ·
2000: Olga Sjisjigina ·
2004: Joanna Hayes ·
2008: Dawn Harper ·
2012: Sally Pearson ·
2016: Brianna Rollins ·
2020: Jasmine Camacho-Quinn ·
2024: Masai Russell